# 伊藤毅 (俳優)
伊藤 毅（いとう つよし、1985年4月25日 - ）は、日本の俳優、スポーツアナウンサー、実業家。群馬県前橋市出身。株式会社Hi-mic 所属（代表取締役）。血液型O型。身長184cm。

## 略歴
前橋市立中央小学校、前橋市立第一中学校を卒業。小学1年生から野球を始め、桐生第一高等学校在校時に硬式野球部に所属し、2003年の第85回全国高等学校野球選手権大会（夏の甲子園）に出場、MAX138キロの速球とスライダーをもって同校のエースを務め、ベスト4に進出した。
2008年、映画『ラストゲーム 最後の早慶戦』『フレフレ少女』に出演、いずれも野球部員の役を演じ、以後俳優として活動。
2010年、初の連続ドラマレギュラー出演となる『SPEC〜警視庁公安部公安第五課 未詳事件特別対策係事件簿〜』で、物語上のキーパーソンである志村優作役を演じた。
2018年、『GAORAプロ野球中継』の北海道日本ハムファイターズ二軍戦実況でスポーツアナウンサーとしての活動を開始。9月16日の日本ハム対オリックス戦で一軍公式戦の実況を初担当。
2019年、『GAORAプロ野球中継』で近藤祐司がスケジュールの都合で出演できない時を中心に一軍公式戦の実況を本格的に担当。
2021年、『株式会社Hi-mic』を設立。エージェントパートナー事業・人材事業・芸能・イベント事業などを手掛ける。

## 出演

### テレビドラマ

#### 単発ドラマ
- 君のせい（2009年5月4日-5日、TBSテレビ）
- ザ・ライバル「少年サンデー・少年マガジン物語」（2009年5月5日、NHK総合テレビ） - 川崎のぼる 役
- マイ・ウェイ（2009年8月24日・31日、CBCテレビ） - 蘇我翔太 役
- 恋のから騒ぎドラマスペシャル〜Love StoriesVI〜 3「尽くす女」（2009年9月25日、日本テレビ） - 赤星 役
- 土曜ワイド劇場 検事・朝日奈耀子8（2009年10月31日、テレビ朝日） - 中川浩一刑事 役
- 父よ、あなたはえらかった〜1969年のオヤジと僕（2009年11月16日、TBSテレビ)
- はぐれ刑事純情派スペシャル（2009年12月26日、テレビ朝日） - 谷崎真一役
- 私は屈しない〜特捜検察と戦った女性官僚と家族の465日（2011年1月31日、TBSテレビ） - 落合記者役
- 土曜ワイド劇場 温泉 (秘) 大作戦 PART.11（2012年3月10日、朝日放送） - 松田恵一 役
- 水曜ミステリー9 森村誠一サスペンス「刑事の証明5」（2012年2月13日、テレビ東京） - 篠沢幹夫 役
- 報道ドラマ 生きろ 〜戦場に残した伝言〜（2013年8月） - 当真嗣盛 役
- SPEC〜零〜（2013年10月23日、TBS） - 志村優作 役
- 命〜天国のママへ〜（2013年11月11日、TBS） - 菊太郎 役
- 水曜ミステリー9 横山秀夫特別企画 永遠の時効（2014年6月25日、テレビ東京）
- 金曜プレステージ 森村誠一サスペンス 流氷の夜会（2014年8月1日、フジテレビ）
- 土曜ワイド劇場 広域警察6（2015年6月27日、朝日放送）
- 月曜名作劇場
  - 「警視庁心理捜査官・明日香5」（2016年） ‐ 森刑事 役
  - 「信濃のコロンボ3」（2016年） - 川端達彦 役
  - 「警視庁岡部班」（2017年） - 勝浦修二 役
- 日曜プライム 「終着駅シリーズ」（2019年） - 野島保

#### 連続ドラマ
- SPEC〜警視庁公安部公安第五課 未詳事件特別対策係事件簿〜（2010年10月-12月、TBSテレビ） - 志村優作 役
- 妖怪人間ベム 最終話（2011年12月24日、日本テレビ） - ゲスト・強盗 役
- 七人の敵がいる! 〜ママたちのPTA奮闘記〜（2012年、東海テレビ） - 馬場強 役
- 科捜研の女 第12シリーズ 第7話（2013年2月28日、テレビ朝日） - ゲスト・高橋英哉 役
- MOZU Season1〜百舌の叫ぶ夜〜（2014年4月期、TBS）
- グッドパートナー 無敵の弁護士（2016年） - 仲正樹 役

### その他テレビ番組
- さんすう刑事ゼロ（2013年5月13日・5月20日、NHK Eテレ）
- 高校野球ダイジェスト（2014年 - 2018年毎年7月、千葉テレビ放送） - キャスター
- 日曜もアメトーーク!「高校野球大好き芸人」（2017年7月9日・2018年7月29日、テレビ朝日）
- GAORAプロ野球中継（GAORA） - 実況アナウンサー
- アジアウインターベースボールリーグ（GAORA制作・同局の他J SPORTS・スカチャン・BSスカパー・日テレジータス・フジテレビONEでも放送） - 実況アナウンサー

### 映画
- ラストゲーム 最後の早慶戦（2008年） - 早稲田大学エース・岡本英二役
- フレフレ少女（2008年） - 不知火高校主将役
- からっぽ（2012年） - バイクの男役
- アゲイン 28年目の甲子園（2015年） - 所沢工業エース[3]
- さらば、ダイヤモンド（2018年）

### ミュージック・ビデオ
- KG「君じゃなきゃ duet with 安田奈央」（2011年8月31日発売、ユニバーサルミュージック）
- RADWIMPS「会心の一撃」

### 舞台
- グループ・る・ぱるvol.17『高橋さんの作り方』（2010年5月14-23日）
- BS-TBSプロデュース『ポテチ』（2010年10月14-24日） - 落合役[4]
- 双牙〜ソウガ〜（2012年10月4-9日） - シンパチ役

### CM
- NTT東日本「いっしょに、一生懸命に。」都市篇（2016） - ノックを受けるNTT男性社員役

## その他
- 群馬県 平成25年ぐんま観光特使[5]